# Villaturde
Villaturde es una localidad, una pedanía y también municipio español en el norte de la comarca de Tierra de Campos de la provincia de Palencia, en la comunidad autónoma de Castilla y León. Cuenta con una población de 147 habitantes (INE 2024).

## Geografía

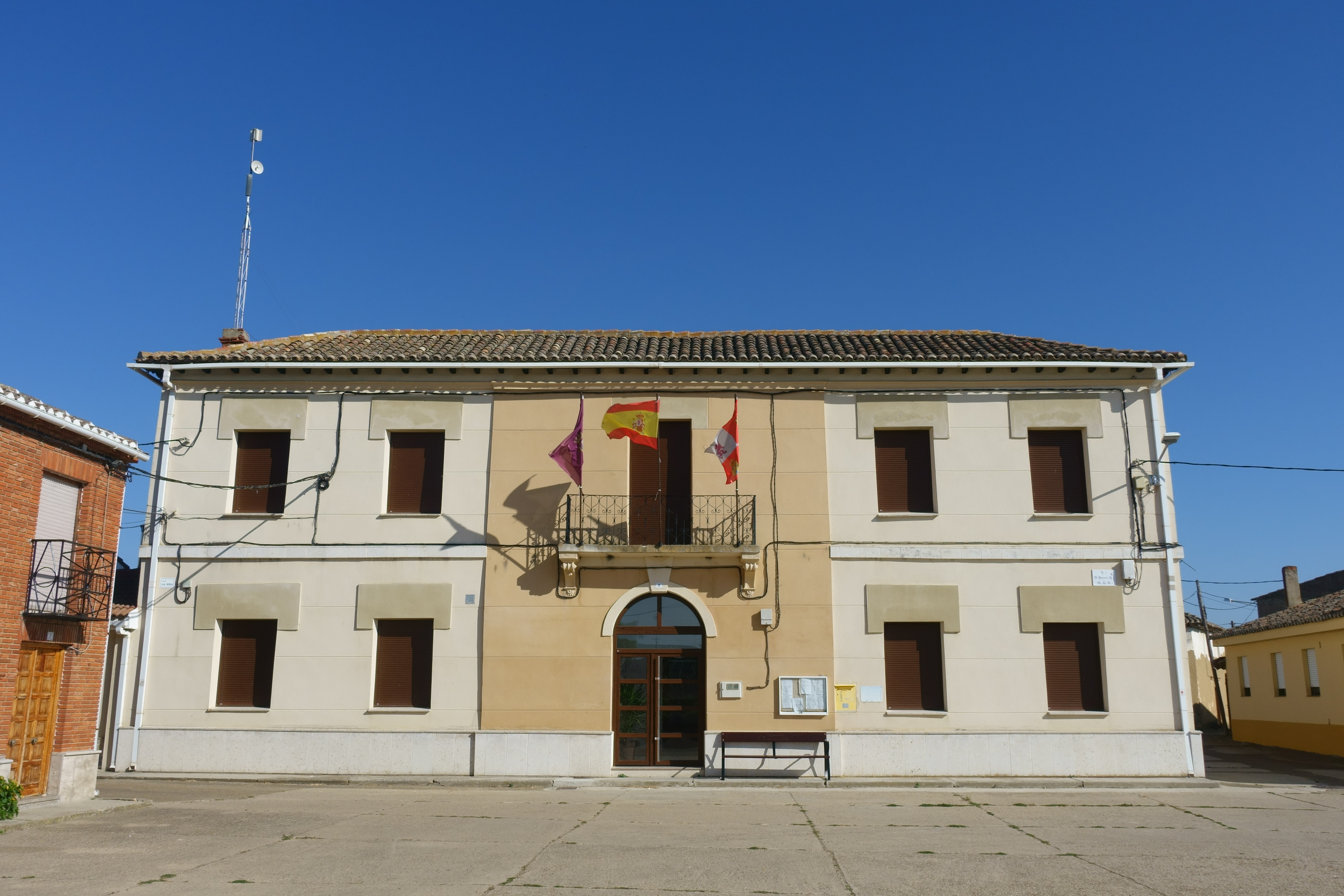
Casa consistorial

Su término municipal comprende las pedanías de Villacuende, Villanueva de los Nabos y Villotilla. Se encuentra a tan sólo 8 km de Carrión de los Condes y muy cerca de la Autovía Camino de Santiago, por lo que se encuentra muy bien comunicado.

## Historia
En 1278 recibió un fuero del Hospital de la Herrada, siendo comendador del citado establecimiento Frey Marcos.

## Geografía humana

### Demografía
Cuenta con una población de 147 habitantes (INE 2024).
| Gráfica de evolución demográfica de Villaturde entre 1842 y 2021 |
| |
| Población de derecho según los censos de población del INE Población de hecho según los censos de población del INEEntre el censo de 1857 y el anterior, crece el término del municipio porque incorpora a 345142 (Villacuende), 345156 (Villanueva de los Nabos) y 345174 (Villotilla) |

| 1900 | 1910 | 1920 | 1930 | 1940 | 1950 | 1960 | 1970 | 1981 | 1991 |
| 642  | 727  | 766  | 713  | 736  | 851  | 817  | 590  | 383  | 257  |

## Cultura

### Fiestas
Fiesta de Nuestra Señora: 15 de agosto.
Gran celebración paseando a la Virgen, verbena nocturna, una gran chorizada y pancetada, a partir de cierta hora se abre el guateque del Tío Lirito hasta la madrugada o fin de existencias, juegos por la tarde a los más pequeños del pueblo y para finalizar unas grandes fiestas, el último día una paellada en la era con la colaboración de todos.
Matanza popular
Previamente a la entrada de la primavera, es en el tele club de la plaza Torcuato Toribio de la Riva junto con la participación de los villaturdeños, donde se celebra la matanza del cochinillo de la zona.